# No rompo tus fotos
«No rompo tus fotos» es una canción interpretada por el cantante mexicano Juan Solo, se lanzó por primera vez el 9 de abril de 2020 por Universal Music México. El 19 de junio del mismo año, se volvió a publicar en una versión acústica en colaboración con la cantante chilena Denise Rosenthal.

## Antecedentes y lanzamiento
El primer lanzamiento de la canción se anunció a través de las redes sociales del cantante el 3 de abril de 2020, su vídeo musical 5 días después. El 17 de junio de 2020, Solo comentó que lanzaría una nueva versión del tema, esta vez en formato acústico junto a Denise Rosenthal. Junto con la publicación venía la descripción «no saben cuánto tenía ganas de cantar con Denise y se me cumplió».

## Composición
El tema fue compuesto por Juan Solo, quien comentó sobre el tema que «El día que conocí a Denise, la escuché cantar y pensé: tengo que hacer un dueto con ella», además añadió que quedó fascinado con su voz, y declarando «cuando salió este tema. siempre quise una versión acústica, así que se presentó la oportunidad perfecta para colaborar con ella». Ambos artistas se conocieron en México durante un evento organizado por Universal Music. La pista fue grabada durante la pandemia conoravirus, y contiene un juego de voces en los versos que se junta una vez llegado al coro, con toques suave de guitarra eléctrica y la sencillez de la guitarra acústica.

## Vídeo musical
El vídeo musical de la versión solo estrenó el 9 de abril de 2020, mientras que el 19 de junio se lanzó un vídeo lírico del tema en una versión acústica junto a Rosenthal.

## Historial de lanzamiento
| País   | Fecha               | Formato                     | Edición  | Discográfica           | Ref   |
| ------ | ------------------- | --------------------------- | -------- | ---------------------- | ----- |
| Varios | 9 de abril de 2020  | descarga digital, streaming | Estándar | Universal Music México | [ 1 ] |
| Varios | 19 de junio de 2020 | descarga digital, streaming | Remix    | Universal Music México | [ 3 ] |